# Dhoonidhoo
Dhoonidhoo (Divehi : ދޫނިދޫ) est une île des Maldives située dans l'atoll Malé Nord, dans la subdivision de Kaafu.
Elle se situe à proximité de Malé, dont elle abrite la prison (Dhoonidhoo Prison Island).
Elle était la résidence du gouverneur britannique jusqu'en 1964.